# 联款通
聯款通有限公司（英文: AsiaPay Limited）於2000年7月在香港成立，旨在向銀行、支付服務公司、企業、慈善團體及公共機構提供網上支付及流動支付服務。旗下支付平台PayDollar支援多國貨幣和語言、多種卡種、多種付款模式（如電話交易、傳真交易及郵購訂購）及多管道的支付方式。

## 產品及服務
聯款通主要業務如下:
- 支付閘道供應商（IPSP/ISO）
- 支付閘道解決方案供應商
- 電子支付相關的安全產品及技術供應商
- 電子商務系統諮詢和開發供應商 − 為銀行、企業和電子零售商提供電子支付和電子商務系統專案實施的服務。

## 外部連結
- AsiaPay官方網站 （页面存档备份，存于）
- PayDollar官方網站 （页面存档备份，存于）